# La persistencia de la memoria
La persistencia de la memoria, también conocido como Los relojes blandos o Los relojes derretidos, es un cuadro del pintor Salvador Dalí realizado en 1931. Realizado mediante la técnica del óleo sobre lienzo, es de estilo surrealista y sus medidas son 24 x 33 cm. La obra fue exhibida en la primera exposición individual de Dalí en la Galerie Pierre Colle de París, del 3 al 15 de junio de 1931, y en enero del año siguiente en una exposición en la Julien Levy Gallery de Nueva York, Surrealism: Paintings, Drawings and Photographs. Se conserva en el Museo de Arte Moderno de Nueva York (MoMA), donde llegó en 1934. En una revisión del cuadro, Dalí creó en 1954 La desintegración de la persistencia de la memoria, obra que se encuentra en el Salvador Dalí Museum (San Petersburgo, Florida).

## Descripción
El paisaje es simple; aparece el mar al fondo y una pequeña formación rocosa a la derecha de forma insólita. En primer plano a la izquierda, se observa un bloque probablemente de cartón tejido a mano, que hace las funciones de una mesa, sobre el que se disponen dos relojes, un árbol y en el centro de la obra aparece una extraña figura que simula una cabeza blanda, cuyo cuello se diluye en la oscuridad. Llama la atención la enorme nariz, la especie de lengua que sale de ella y el ojo cerrado con largas pestañas. La figura parece dormir sobre la arena. El artista ha colocado sobre esta figura un cuarto reloj, igualmente blando y que también parece derretirse o escurrirse. Los elementos anteriormente descritos se ambientan en lo que parece una playa desierta, con el mar y una cala rodeada de acantilados al fondo. El cielo y el mar se confunden.
Dalí, según él mismo, se inspiró en  el queso Camembert a la hora de añadir el homenaje al cuadro, relacionándolos por su calidad de «tiernos, extravagantes, solitarios y paranoico-críticos». Uno de los relojes cuelga en equilibrio de la rama de un árbol. Más abajo, en el cuadro, otro se acopla a modo de montura sobre una cara con largas pestañas inspirada en una roca del cabo de Creus. La cara aparece también en otros cuadros del autor como El enigma del deseo. El tercer reloj blando está, quizás, a punto de deslizarse por un muro. Sobre este reloj hay una mosca y sobre el reloj de bolsillo, situado sobre el muro, hay multitud de hormigas que no están ahí por casualidad: este tipo de reloj se lleva próximo al cuerpo.
Los relojes, como la memoria, se han reblandecido por el paso del tiempo. Son relojes perfectamente verosímiles que siguen marcando la hora, supuestamente en torno a las seis de la tarde. Dalí dijo sobre el cuadro: «Lo mismo que me sorprende que un oficinista de banco nunca se haya comido un cheque, asimismo me asombra que nunca antes de mí, a ningún otro pintor se le ocurriese pintar un reloj blando».
También dijo: «Desde ellos soy históricamente aquel que ha sabido resolver la ecuación espacio tiempo, pero todo mi arte traduce la calidad de la angustia más moderna, en cuanto expresión de un delirio que rebasa todos los dinamismos de lo real. El tiempo no se puede concebir sino el espacio».

## Técnica
La técnica de Dalí es precisa. El dibujo es académico, de líneas puras. Dalí pinta con fuerza y contrasta colores brillantes con colores sombríos para crear una atmósfera como un sueño. La luz desempeña un poderoso papel y contribuye a configurar una atmósfera onírica y delirante.
El cuadro parece quedar dividido en una parte de enorme luminosidad —al fondo y a la izquierda— y otra de sombra (primer plano a la derecha). Respecto al esquema compositivo, predomina la horizontalidad, sólo interrumpida por la verticalidad que marca el tronco del árbol y por las líneas curvas de los relojes y de la figura central, que parecen haber sido introducidas para proporcionar un lento movimiento a la quietud de esta playa.